# Óscar Parra de Carrizosa
Óscar Parra de Carrizosa (Madrid, 25 de enero de 1974) es un médico (Universidad Complutense de Madrid), director de cine, guionista, escritor, productor, director de fotografía e ingeniero informático (Cambridge Information Technology Certificate) español. Premiado en el Festival Internacional de Cine y Multimedia católico de Niepokalanow (Polonia) en 2009 con el largometraje Uno de vosotros me traicionará, y cinco años después, en el mismo festival, recibe el segundo premio con la película Bajo un manto de estrellas. Además ha sido galardonado en Colombia con el Guacarí de Oro al Mejor Director en el 5.ª Montería Film Festival, y con el Al-Ándalus 2016. Ha sido el último director que dirigió a la actriz Sara Montiel en su película Abrázame.

## Biografía
De padres manchegos, en el año 2006 realizó el primer peplum español en más de cincuenta años. El film, titulado Uno de vosotros me traicionará, tuvo repercusión internacional aunque escasa en su país de origen. Tres años después el largometraje recibe el premio y mención especial del XXIV Festival Internacional de Cine y multimedia católico de Niepokalanow.
Durante 2008 escribe y dirige la película El expediente Belchite  cuyo rodaje tuvo que ser interrumpido varios meses a causa de los presuntos fenómenos inexplicables acaecidos durante la grabación en julio de 2008.
En el año 2010 escribe, junto a Gema G. Regal, el cortometraje La rosa muerta, una historia basada en hechos reales con la leucemia como trasfondo. La realización fue posible gracias a la colaboración de la Asociación Española de Afectados Por Linfoma, Mieloma y Leucemia (AEAL) y la banda sonora corrió a cargo del cantante Antonio Orozco.
En el año 2011 escribe y dirige el largometraje Abrázame, en el que contó con Javier Gurruchaga, María Garralón, Beatriz Rico y a la estrella internacional Sara Montiel, en lo que supuso su regreso al cine tras treinta y ocho años de ausencia en la gran pantalla. En septiembre del mismo año, el popular presentador de televisión Iker Jiménez realizó un programa especial sobre el pueblo aragonés de Belchite y su supuesta actividad paranormal a cuya grabación fue invitado el director para hablar de lo sucedido durante el rodaje de El expediente Belchite.
En televisión, durante el primer semestre de 2012 produjo, escribió y dirigió para Antena 3 la serie cómica Los hijos de Mambrú en la que trabajó con Fernando Esteso, Miguel Joven, Javivi y David Venancio Muro, entre otros. A finales del mismo año escribe y dirige el largometraje No quiero ser recuerdo, protagonizado por Lucía Ramos.
Ya en 2013 rueda un nuevo film sobre el martirio de varios hermanos dominicos en Almagro durante los primeros días de la guerra civil española titulado Bajo un manto de estrellas. La película se distribuye en cines el 14 de febrero de 2014.
En mayo de 2014 Bajo un manto de estrellas es premiada en el Festival de Cine Internacional Niepokalanow 2014. Un mes más tarde recibe el galardón Guacarí de Oro al Mejor Director, en el 5.º Montería Film Festival de Colombia con el mismo film.
En el último trimestre de 2014 rueda una nueva película titulada La espina de Dios. Esta nueva cinta narra los tres años finales de la vida de Jesús de Nazaret y aporta, como novedad, un mayor rigor histórico que otros films del mismo género que la preceden. Se la ha definido como la primera versión desde el punto de vista de los apóstoles.
El 27 de marzo de 2015 se estrena en los cines españoles La espina de Dios. Durante el verano rueda la comedia costumbrista Re-emigrantes. Adiós Madrid, que te quedas sin gente, película que protagoniza el actor español Fernando Esteso en su regreso, como protagonista, al cine tras sus éxitos de los años setenta y ochenta. 
Durante la primavera de 2016 estrena Re-emigrantes. Adiós Madrid, que te quedas sin gente y continúa la preproducción de dos nuevas películas, Rocío, la película  un biopic sobre la vida de la artista Rocío Dúrcal y un nuevo drama histórico cuyo título provisional es 14 Lunas de fuego.
En noviembre de 2016 el director es galardonado con el premio Al-Ándalus por la película Re-emigrantes.
En 2018 sigue con la preproducción de Rocío, que pasa de ser película a serie de televisión y un nuevo largometraje titulado 14 Lunas de fuego, basado en los hechos protagonizados por el soldado español Eloy Gonzalo duante el asedio sufrido en Cascorro (Camagüey). Además, en diciembre rueda y estrena un nuevo cortometraje, Noche de paz, que obtiene un estupendo ratio de visionados durante las Navidades. Este cortometraje abrirá la tradición de rodar una historia corta con la Navidad como protagonista.
En las Navidades de 2019, y tras el éxito la pasada Navidad del cortometraje Noche de paz, rueda un nuevo cuento navideño bajo el título Aquel millón en la basura, homenaje al clásico de José María Forqué, Un millón en la basura.
Siguiendo con la tradición de los cortometrajes navideños, en diciembre de 2020 rueda y estrena El belén. Un nuevo título que completa una primera trilogía navideña en la filmografía del director.
En 2021, el director vuelve a estrenar un nuevo trabajo de índole navideña: el cortometraje Un retrato de Navidad, que hace referencia a la pandemia mundial de COVID-19.
En enero de 2022 comienza la preproducción de una nueva película religiosa titulada Gemma Galgani, en la que será un biopic sobre la santa italiana. Ya en verano presenta el cartel de un nuevo cortometraje navideño titulado La historia 253536, protagonizado por el actor español Valentín Paredes. El cortometraje La historia 253536 logra siete galardones, incluyendo el del XVIII edición del Festival Internacional de Cine de los Pueblos (Marruecos) y el Gran Premio del Domum Festival de Argelia en noviembre de 2022 
Durante la primavera de 2023, arranca la producción del cortometraje Un viaje de 13.000 días que pretende concienciar sobre el riesgo del tabaco respecto al cáncer. El cortometraje se estrena en septiembre. Poco después rueda su sexto cortometraje navideño titulado Una luz en Nochebuena que recibe estupendas críticas.
En 2024 retoma la preproducción de la película religiosa Gemma Galgani con objeto de estrenarla en las Navidades de 2025. El film estará protagonizado por la actriz española Laura Lebó y contará, entre otros con el actor español Valentín Paredes y el actor y periodista José Luis Panero González-Barosa. Siguiendo con la tradición navideña, rueda y estrena el cortometraje Esa noche en Belén.

## Filmografía
La filmografía puede verse, parcialmente, en el siguiente enlace.

### Largometrajes
| Año  | Película                       |
| ---- | ------------------------------ |
| 2025 | Gemma Galgani (producción)     |
| 2015 | Re-Emigrantes                  |
| 2014 | La espina de Dios              |
| 2013 | Bajo un manto de estrellas     |
| 2012 | No quiero ser recuerdo         |
| 2012 | La presencia                   |
| 2011 | Abrázame                       |
| 2008 | El expediente Belchite         |
| 2006 | Uno de vosotros me traicionará |

### Cortometrajes
| Año  | Película                        |
| ---- | ------------------------------- |
| 2024 | Esa noche en Belén              |
| 2024 | En busca de la vida cañón       |
| 2023 | Una luz en Nochebuena           |
| 2023 | Un viaje de 13.000 días         |
| 2022 | La historia 253536              |
| 2021 | Un retrato de Navidad           |
| 2020 | El belén                        |
| 2019 | Aquel millón en la basura       |
| 2018 | Noche de paz                    |
| 2016 | Feliz Navidad                   |
| 2014 | Lo primero es la familia        |
| 2012 | Los hijos de Mambrú (web-serie) |
| 2011 | Abrázame                        |
| 2013 | ¿Pero qué...?                   |
| 2010 | La rosa muerta                  |
| 2008 | Paraíso Club                    |
| 2007 | La triste noche                 |
| 2006 | El diario                       |
| 2005 | El pozo                         |
| 2004 | El otro lado                    |